# Uche Chukwumerije (taekwondo)
Uche Chukwumerije (22 de octubre de 1982) es un deportista nigeriano que compitió en taekwondo. Ganó una medalla de oro en los Juegos Panafricanos de 2011 en la categoría de –87 kg.

## Palmarés internacional
| Juegos Panafricanos | Juegos Panafricanos | Juegos Panafricanos | Juegos Panafricanos |
| Año                 | Lugar               | Medalla             | Categoría           |
| ------------------- | ------------------- | ------------------- | ------------------- |
| 2011                | Maputo (Mozambique) | Medalla de oro      | –87 kg              |